# Rita Laura Segato
Rita Laura Segato (Buenos Aires, 14 agosto 1951) è una scrittrice, antropologa e attivista argentina.
È particolarmente nota per la sua ricerca incentrata sulle questioni di genere nelle popolazioni indigene e nelle comunità latinoamericane, violenza di genere e sulle relazioni tra genere, razzismo e colonialismo.
Nel suo lavoro sviluppa l'idea che le relazioni di genere siano un campo di potere e che sia un errore parlare di crimini sessuali, poiché devono essere considerati "crimini di potere, di dominazione e di punizione".

## Biografia
Ha frequentato gli studi primari nella scuola Lenguas Vivas Juan Ramón Fernández e gli studi secondari nel Colegio Nacional de Buenos Aires (1970). Si è anche diplomata al Conservatorio Municipale Manual de Falla (1967) e alla Scuola Nazionale di Danza (1973). Ha studiato Scienze Antropologiche all'Università di Buenos Aires fino alla sua prima chiusura nel 1974. Si è specializzata in Etnomusicologia presso l'Istituto Interamericano di Etnomusicologia e Folklore a Caracas con Isabel Aretz (1975), dove è rimasta come ricercattrice presso l'Archivio di musica latinoamericana fino al 1980.
Nel 1984 ha conseguito il dottorato in antropologia sociale presso la Queen's University Belfast dove ha studiato Antropologia della musica con John Blacking e Antropologia sociale con Milan Stuchlick e Gerd Baumann.
È stata docente presso il Dipartimento di Antropologia dell'Università di Brasilia tra il 1985 e il 2010. Nel 2011 è passata all'insegnamento nei programmi post-laurea interdisciplinari in Bioetica e diritti umani presso la stessa università, oltre a essere visiting professor in vari programmi di dottorato in America Latina.  Nel 1993 si è avvicinata all'analisi della violenza sulle donne,  su commissione della città di Brasilia nel 1993. Inizialmente credeva che fosse un impegno transitorio, ma poi l'analisi della violenza sessista l'ha accompagnata fino al suo pensionamento.
È ricercatrice presso il Consiglio nazionale delle ricerche del Brasile dal 1998.
Tra i suoi libri Le strutture elementari della violenza (2003), La nazione e gli altri (2007) e Le nuove forme di guerra e il corpo delle donne (2014).
Nel 2006 ha condotto un'indagine sui crimini di Ciudad Juárez.

Sulla base dell'analisi del femminicidio a Ciudad Juárez, Segato propone di pensare alla violenza contro le donne come un sistema di comunicazione che mostra la forza e l'impunità di coloro che governano. 
(Rita Segato. Quarta di copertina del libro La scritta sul corpo delle donne assassinate a Ciudad Juárez)

## Posizione sulla violenza di genere
Considera che la violenza contro le donne nel modo in cui può essere osservata in Argentina è correlata al momento mondiale in cui "c'è il potere dei proprietari" in un tempo di "proprietà" che irrompe nell'inconscio collettivo nel modo in cui gli uomini che obbediscono a un comando di mascolinità, che è un comando di potere, mettono alla prova il loro potere attraverso il corpo delle donne. In questo senso, indica il collegamento esistente tra uno stupro e una dimostrazione di potere: 
(Rita Segato. Intervista concessa a BBC Mundo.)
Preferisce parlare di violenza di genere piuttosto che di violenza contro le donne, spiega: "Preferisco chiamarlo così, il concetto di genere è stato una scoperta per poter parlare di una struttura che organizza corpi da un teatro delle ombre ed è una categoria molto utile".
Considera che la violenza di genere ha un "effetto di attrazione", può essere "contagiosa" e può essere trasformata in uno spettacolo.
Per quanto riguarda la convinzione generalizzata sull'inevitabilità della recidiva nel caso dello stupratore, ritiene che "è obbligatorio pensare che ogni essere umano possa cambiare. A volte è molto difficile. Devi creare le condizioni affinché tu possa farlo, condizioni che non sono date attualmente."
Ha coniato il termine femmigenocidio per descrivere i crimini commessi contro le donne che raggiungono il grado di crimine contro l'umanità o genocidio, e che non si prescrivono.

## Premi e riconoscimenti
- Premio Latinoamericano y Caribeño de Ciencias Sociales CLACSO 50 Años (2017)[9]
- Doctora Honoris Causa otorgado por la Universidad Autónoma de Entre Ríos (2018)[10]
- Doctora Honoris Causa otorgado por la Universidad Nacional de Salta (2018)[11]

## Opere
- Santos e Daimones. O politeísmo afrobrasileiro e a tradição arquetipal, 1ª ed., Editora da Universidade de Brasilia, 1995.
- Las Estructuras Elementales de la Violencia. Ensayos sobre género entre la antropología, el psicoanálisis y los Derechos Humanos, 1ª ed., Prometeo - Universidad Nacional de Quilmes, 2003, ISBN 987-558-018-X. Colección: Derechos Humanos. Viejos problemas, nuevas miradas Dirigida por Baltasar Garzón.[12]
- La nación y sus otros: raza, etnicidad y diversidad religiosa en tiempos de políticas de la identidad, 1ª ed., Prometeo Libros, 2007, ISBN 978-987-574-155-3.
- Los presos hablan sobre los derechos humanos en la cárcel, 1ª ed., La Grieta, por Donde Asoma la Palabra, 2009, ISBN 978-987-25040-0-7. En coautoría con Rodolfo Brardinelli y Claudia Cesaroni
- La escritura en el cuerpo de las mujeres asesinadas en Ciudad Juárez, 1ª ed., Tinta Limón, 2013, ISBN 978-987-27390-4-1.
- L’Oedipe Noir (París: Petite Bibliothèque Payot, editorial Payot et Rivages, 2014)
- Las nuevas formas de la guerra y el cuerpo de las mujeres (México, DF: Pez en el Árbol, 2014)
- Reinventar la izquierda en el siglo XXI, 1ª ed., Universidad Nacional de General Sarmiento, 2014, ISBN 978-987-630-192-3. (Obra colectiva)
- Aníbal Quijano: textos de fundación, 1ª ed., Del Signo, 2014, ISBN 978-987-3784-04-0. (En coautoría)
- Des/decolonizar la universidad, 1ª ed., Del Signo, 2015, ISBN 978-987-3784-16-3. (En coautoría)
- Genealogías críticas de la colonialidad en América Latina, África, Oriente, 1ª ed., CLACSO, 2016, ISBN 978-987-722-157-2. (Obra colectiva)
- Construir estrategias para erradicar la violencia de género, 1ª ed., Al Margen, 2016, ISBN 978-987-618-224-9. (Obra colectiva)
- La crítica de la colonialidad en ocho ensayos, 1ª ed., Prometeo Libros, 2016, ISBN 978-987-574-825-5.
- La guerra contra las mujeres, 1ª ed., Tinta Limón - Traficantes de sueños, 2017, ISBN 978-987-3687-26-6.
- Mujeres intelectuales : feminismos y liberación en América Latina y el Caribe, 1ª ed., Consejo Latinoamericano de Ciencias Sociales - CLACSO, 2017, ISBN 978-987-722-247-0. (Obra colectiva)
- Más allá del decenio de los pueblos afrodescendientes, 1ª ed., Consejo Latinoamericano de Ciencias Sociales - CLACSO, 2017, ISBN 978-987-722-267-8. (Obra colectiva)
- Contrapedagogías de la crueldad, 1ª ed., Prometeo Libros, 2018, ISBN 978-987-574-911-5.